# Søren Kaster
Søren Kaster (født 20. april 1955 i København) er en dansk journalist og adm. direktør i kommunikationbureauet LEAD Agency A/S. 
Søren Kaster blev uddannet journalist fra Danmarks Journalisthøjskole i 1980. Derefter kom han til Frederiksborg Amts Avis, blev leder af avisens lokalradio, Radio Helsingør, kom til Københavns Radio og derefter P3, hvor han startede talkshowet Kronsj.
I 1991 blev Søren Kaster studievært på TV Avisen, og sideløbende vært på TVA-Søndag og Uopklaret. I 1995 skiftede han til TV2, hvor han indtil 2000 var vært på Jeopardy og Go' Morgen Danmark.
Siden har Søren Kaster arbejdet som kommunikationsrådgiver, først i eget firma Kasters A/S, der siden blev sammenlagt med en anden tidligere tv-værts, Jens Gaardbos, kommunikationsbureau under navnet KasterGaardbo. KasterGaarbo blev efterfølgende fusioneret ind i LEAD Agency. 
Søren Kaster var i perioden 2014-2016 bestyrelsesformand i kommunikationsbureauernes brancheforening, Public Relations Branchen.